# Reprezentacja Wielkiej Brytanii w piłce siatkowej kobiet
Reprezentacja Wielkiej Brytanii w piłce siatkowej kobiet – narodowa reprezentacja tego kraju, reprezentująca go na arenie międzynarodowej. Trenerem Brytyjek jest Audrey Cooper.
Największym sukcesem reprezentantek Wielkiej Brytanii było wywalczenie 8. miejsca w Lidze Europejskiej w piłce siatkowej kobiet na turniejach w 2009 i 2010 roku.

## Igrzyska olimpijskie
| Rok  | Kraj           | Miejsce      |
| ---- | -------------- | ------------ |
| 1964 | Tokio          | brak udziału |
| 1968 | Meksyk         | brak udziału |
| 1972 | Monachium      | brak udziału |
| 1976 | Montreal       | brak udziału |
| 1980 | Moskwa         | brak udziału |
| 1984 | Los Angeles    | brak udziału |
| 1988 | Seul           | brak udziału |
| 1992 | Barcelona      | brak udziału |
| 1996 | Atlanta        | brak udziału |
| 2000 | Sydney         | brak udziału |
| 2004 | Ateny          | brak udziału |
| 2008 | Pekin          | brak udziału |
| 2012 | Londyn         | 9. miejsce   |
| 2016 | Rio de Janeiro | ?            |

## Liga Europejska
| Rok  | Miasto       | Miejsce      |
| ---- | ------------ | ------------ |
| 2009 | Kayseri      | 8. miejsce   |
| 2010 | Ankara       | 8. miejsce   |
| 2011 | Stambuł      | brak udziału |
| 2012 | Karlowe Wary | brak udziału |